# Charly Loubet
Charly Loubet (28. ledna 1946 Grasse - 30. ledna 2023 Grasse) byl francouzský fotbalista, útočník. Po skončení aktivní kariéry působil jako trenér.

## Fotbalová kariéra
Hrál za AS Cannes, Stade Français FC, OGC Nice a Olympique Marseille, ve francouzské lize nastoupil ve 360 utkáních a dal 112 gólů. V roce 1971 získal s Olympique Marseille mistrovský titul. V Poháru vítězů pohárů nastoupil ve 4 utkáních a dal 3 góly, v Poháru UEFA nastoupil v 5 utkáních a ve Veletržním poháru nastoupil v 7 utkáních a dal 1 gól. Za reprezentaci Francie nastoupil v letech 1967-1974 ve 36 utkáních a dal 10 gólů. 

## Ligová bilance
| Ročník            | Zápasy | Góly | Klub                |
| ----------------- | ------ | ---- | ------------------- |
| Ligue 2 1961/1962 | 2      | 1    | AS Cannes           |
| Ligue 2 1962/1963 | 18     | 4    | AS Cannes           |
| Ligue 1 1962/1963 | 13     | 3    | Stade Français FC   |
| Ligue 1 1963/1964 | 9      | 2    | Stade Français FC   |
| Ligue 1 1963/1964 | 16     | 6    | OGC Nice            |
| Ligue 1 1964/1965 | 22     | 4    | OGC Nice            |
| Ligue 1 1965/1966 | 37     | 13   | OGC Nice            |
| Ligue 1 1966/1967 | 38     | 10   | OGC Nice            |
| Ligue 1 1967/1968 | 36     | 12   | OGC Nice            |
| Ligue 1 1968/1969 | 23     | 8    | OGC Nice            |
| Ligue 1 1969/1970 | 34     | 17   | Olympique Marseille |
| Ligue 1 1970/1971 | 32     | 14   | Olympique Marseille |
| Ligue 1 1971/1972 | 36     | 7    | OGC Nice            |
| Ligue 1 1972/1973 | 38     | 7    | OGC Nice            |
| Ligue 1 1973/1974 | 26     | 9    | OGC Nice            |
| Ligue 1 1974/1975 | 19     | 5    | OGC Nice            |
| Ligue 2 1975/1976 | 30     | 7    | AS Cannes           |
| Ligue 2 1976/1977 | 30     | 7    | AS Cannes           |
| Ligue 2 1977/1978 | 34     | 7    | AS Cannes           |
| Ligue 2 1977/1979 | 29     | 5    | AS Cannes           |
| Ligue 2 1979/1980 | 34     | 7    | AS Cannes           |
| Ligue 2 1980/1981 | 18     | 0    | AS Cannes           |
| Ligue 2 1981/1982 | 2      | 0    | AS Cannes           |
| CELKEM Ligue 1    | 360    | 112  |                     |